# 完背鳞虫
完背鳞虫（学名：Hololepidella commensalis）为多鳞虫科完背鳞虫属的动物。分布于斯里兰卡、墨吉群岛以及中国大陆的南海珊瑚礁间等地。